# Старые тайны
«Старые тайны» — третий сольный студийный альбом Давида Нуриева, вышедший 21 декабря 2012 года. В альбом вошло 24 трека, включая три скита. Как и в прошлых альбомах исполнителя, в этом много гостевых участий.

## Общая информация
- Альбом на физическом носителе впервые можно было приобрести во время автограф-сессии в концертном зале Техномолл «Горбушкин двор» 21 декабря 2012 года.[2]
- С 21 декабря 2012 года альбом можно приобрести в магазине iTunes Store.[3]
- Первоначально альбом должен был выйти 12 декабря 2012 года, но вместо него, в этот день, стал доступен лишь его сэмплер.[4]
- В данный момент на песни «Старые Тайны»[5], «Не Забуду»[6], «Миф»[7], «Дымом в облака», «Первое Слово» и «Моя Основа» сняты клипы.
- В 2010 году вышел клип «Старые Тайны»
- Песня «Не Забуду» также вошла на альбом «Легенды про…Centr».
- Песня «Дымом в облака» также вошла на альбом Бьянки «Музыка».
- Песня «На восход» также вошла на альбом «МиР».
- Песня «Миф» также вошла на альбом «Станция Кремлевская».
- На сайте Муз-ТВ отметили[8], что альбом стал одним из самых ожидаемых хип-хоп альбомов 2013 года.
- В треке «Тебе» присутствует вокал певицы Кати Новы

## Список композиций
| №   | Название                   | Текст песни             | Музыка              | Длительность |
| --- | -------------------------- | ----------------------- | ------------------- | ------------ |
| 1.  | «На полосках» (записка #1) | Птаха                   | GLSS                | 1:55         |
| 2.  | «Рубины»                   | Птаха, Тато             | Ahimas              | 3:19         |
| 3.  | «2x2»                      | Птаха                   | Ahimas              | 2:58         |
| 4.  | «Пиз**лина» (скит)         | Птаха, Мария Куркова    | Ahimas              | 2:14         |
| 5.  | «Чика»                     | Птаха, Тато             | Тато                | 4:25         |
| 6.  | «Чёрный Ворон»             | Птаха                   | GLSS                | 2:52         |
| 7.  | «Света луч»                | Птаха                   | GLSS                | 2:55         |
| 8.  | «Тебе»                     | Птаха                   | GLSS                | 3:43         |
| 9.  | «За Ашота»                 | Птаха                   | GLSS                | 3:23         |
| 10. | «На Восход»                | Птаха, Костя Бес        | GLSS                | 4:22         |
| 11. | «Вдох—выдох»               | Птаха, Slim             | GLSS                | 4:22         |
| 12. | «Первое слово»             | Птаха                   | Ahimas              | 4:30         |
| 13. | «Моя основа»               | Птаха, Миша Крупин      | GLSS                | 4:08         |
| 14. | «Аист»                     | Птаха                   | Барибал Шанс        | 2:36         |
| 15. | «Парни идут»               | Птаха, Тато, Gipsy King | Бродячий Цирк       | 4:00         |
| 16. | «Милкивей» (записка #2)    | Птаха                   | Dani                | 1:28         |
| 17. | «Дымом в облака»           | Птаха, Бьянка           | GLSS, Птаха, Бьянка | 3:57         |
| 18. | «Летний»                   | Птаха, Тато             | GLSS                | 3:19         |
| 19. | «Старые тайны»             | Птаха                   | no name             | 2:57         |
| 20. | «Не забуду»                | Птаха                   | Ahimas              | 3:38         |
| 21. | «Через тучи» (записка #3)  | Птаха                   | GLSS                | 1:38         |

| №   | Название            | Текст песни          | Музыка    | Длительность |
| --- | ------------------- | -------------------- | --------- | ------------ |
| 22. | «За минусок» (скит) | Птаха, ST            | GLSS      | 1:39         |
| 23. | «Миф»               | Птаха, Musa, Док     | Musa, Док | 3:38         |
| 24. | «Разъ**аю» (скит)   | Птаха, Мария Куркова | Ahimas    | 0:38         |

## Участники записи
Сведения взяты из буклета альбома.
- Сведение: «Recordie records»
- Мастеринг: Тарас Ващишин
- Фото: Павел Бойченко
- Дизайн Обложки: Антон Лазаренко